# 涂有祜
涂有祜，字受伯，四川重庆府合州铜梁县人，明朝政治人物，同进士出身。
天启五年（1625年），登乙丑科第三甲进士，任三原县知县，为官清慎勤敏，严城守、除寇盗、修学宫。官至户部员外郎，因妻子杀死厨役，埋尸家中，被后来居住的人发觉告发，涂有祜被革职，冠帶閑住。